# D4DJ
《D4DJ》(디포디제이)는 DJ를 테마로 해 미디어 믹스를 전개되는 DONUTS의 프로젝트.

## 개요
「D4DJ-Dig Delight Direct Drive DJ-」는, 2019년에 시동한 부시로드의 미디어 믹스 프로젝트의 하나.이름 그대로 DJ를 테마로, 성우에 의한 DJ를 설치한 라이브, 애니메이션, 게임, 커미컬라이즈, 라디오로 전개된다.
캐릭터 디자이너를 맡은 그 밖에 카드 일러스트, 동영상 일러스트, 월간 부시로드에서의 일러스트 연재 「일러스트 스크래치」도 담당하고 있다.유닛마다 음악 프로듀서가 붙는 것이 큰 특징.
오리지널 곡은 DJ답게 거의 모두 EDM이다.또, 오리지널 곡에 관해서는 2차 창작의 리믹스나 커버가 공식으로 인정되고 있는, 부시로드로서는 드문 전개를 보이고 있다.(자세한 것은 이쪽)
2024년 6월 20일부터 운영을 부시로드로부터 주식회사 DONUTS에 이관하는 것을 발표.뮤직 레이블도 전문 레이블이 되는 '디 리코즈'가 개설되었다.

## 유닛
- Happy Around!
- Peaky P-key
- Photon Maiden
- Merm4id
- 론도(燐舞曲)
- Lyrical Lily
- UniChØrd
- Abyssmare
- A Bad Cynic Doggo
- EGOEGG
- Call of Artemis